# Maskotka igrzysk paralimpijskich

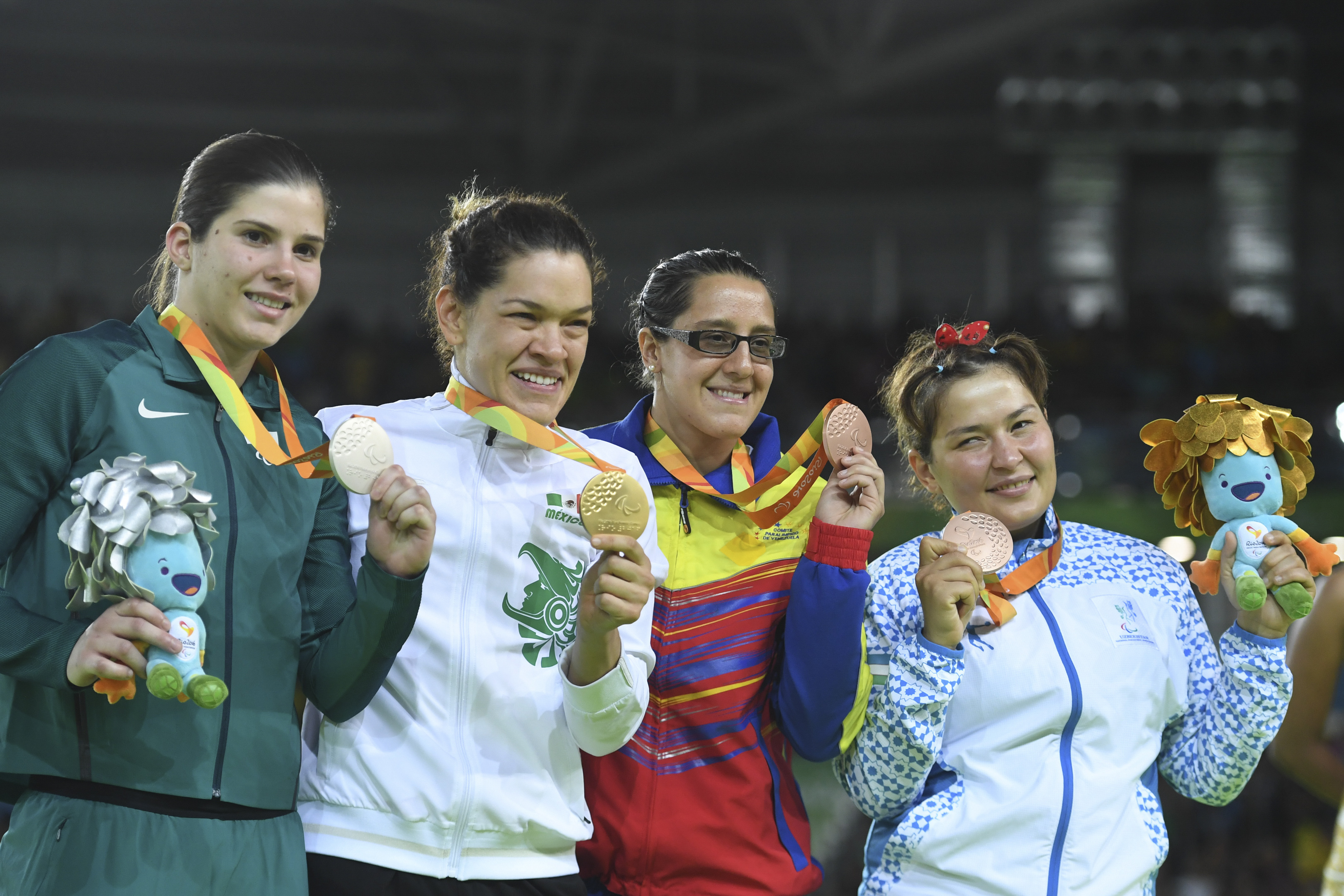
Medalistki Letnich Igrzysk Paralimpijskich 2016 na podium z maskotkami Igrzysk

Maskotka igrzysk paralimpijskich – oficjalna maskotka letnich lub zimowych igrzysk paralimpijskich.
Po raz pierwszy maskotka paralimpijska pojawiła się prawdopodobnie w 1980 na Letnich Igrzyskach Paraolimpijskich w Arnhem. Od tej pory na każde igrzyska projektowana jest jedna lub kilka maskotek. Zwykle są to zwierzęta charakterystyczne dla danego obszaru, chociaż zdarza się, że maskotką są obiekty – góra (1992), lampion (2022) lub czapka (2024).

## Maskotki Igrzysk Paralimpijskich
| Igrzyska                             | Miasto                       | Maskotka              | Postać                                                                          | Twórca                                     | Symbolika | Zdjęcie | źr.           |
| ------------------------------------ | ---------------------------- | --------------------- | ------------------------------------------------------------------------------- | ------------------------------------------ | --- | ------- | ------------- |
| Letnie Igrzyska Paraolimpijskie 1980 | Arnhem                       | Noggi i Joggi         | para wiewiórek                                                                  | Necky Oprinsen                             | Prawdopodobnie pierwsze paraolimpijskie maskotki, z czasów, gdy zawody były nazywane „Światowe Igrzyska Niepełnosprawnych”                                                                                              |         | [ 1 ]         |
| Letnie Igrzyska Paraolimpijskie 1984 | Nowy Jork/Stoke Mandeville   | Dan D. Lion           | Lew ubrany w buty do biegania i strój biegacza                                  | Maryanne McGrath Higgins                   | Imię zostało wybrane w głosowaniu uczniów szkoły dla uczniów z poważnymi niepełnosprawnościami. |         | [ 2 ]         |
| Letnie Igrzyska Paraolimpijskie 1988 | Seul                         | Komduri               | Dwa niedźwiedzie himalajskie                                                    | Lee Yun Soo                                | Misie ze związanymi między sobą nogami symbolizują współpracę |         | [ 3 ]         |
| Zimowe Igrzyska Paraolimpijskie 1992 | Albertvilla                  | Alpy                  | Góra na mononarcie                                                              | Vincent Thiebaut                           | Reprezentowała szczyt góry Grande Motte w Tignes. Kolory były biały, zielony i niebieski, aby reprezentować naturę i jezioro.                                                                                           |         | [ 4 ]         |
| Letnie Igrzyska Paraolimpijskie 1992 | Barcelona                    | Petra                 | dziewczynka bez rąk                                                             | Javier Mariscal                            | Przedstawiana jako uczciwa, dyplomatyczna, energiczna, niecierpliwa i odważna dziewczyna, Petra oznaczała samodzielność osób z niepełnosprawnościami                                                                    |         | [ 5 ]         |
| Zimowe Igrzyska Paraolimpijskie 1994 | Lillehammer                  | Sondre                | troll z amputowaną nogą                                                         | Tor Lindrupsen i Janne Solem               | Nazwa została wybrana w konkursie i wywodzi się od nazwiska wielkiego pioniera narciarstwa Sondre Nordheima. |         | [ 6 ]         |
| Letnie Igrzyska Paraolimpijskie 1996 | Atlanta                      | Blaze                 | kolorowy feniks                                                                 | Trevor Irvin                               | Feniks jest symbolem Atlanty. Imię pochodzi od ang. słowa Blaze, oznaczającego płomień – żywioł feniksa, |         | [ 7 ]         |
| Zimowe Igrzyska Paraolimpijskie 1998 | Nagano                       | Parabbit              | biały królik (z kolorowymi uszami)                                              |                                            | Nazwa pochodzi od połączenia słów Paralympic (paralimpiada) i Rabbit (królik) |         | [ 8 ]         |
| Letnie Igrzyska Paraolimpijskie 2000 | Sydney                       | Lizzie                | Agama kołnierzasta                                                              | Matthew Hattan i Jozef Szekeres            | Kształt jej kołnierza powstał z połączenia kształtu Australii i Tasmanii |         | [ 9 ]         |
| Zimowe Igrzyska Paraolimpijskie 2002 | Salt Lake City               | Otto                  | wydra                                                                           | Steve Small                                | Wydra została wybrana ze względu na swoją żywiołowość i zwinność. W indiańskich wierzeniach wydry uchodziły za jedne z najpotężniejszych zwierząt                                                                       |         | [ 10 ]        |
| Letnie Igrzyska Paraolimpijskie 2004 | Ateny                        | Proteas               | kolorowy konik morski                                                           | Spyros Gogos                               | Otrzymał imię po mitologicznym bóstwie wód Proteuszu. |         | [ 11 ]        |
| Zimowe Igrzyska Paraolimpijskie 2006 | Turyn                        | Aster                 | płatek śniegu                                                                   | Pedro Albuquerque                          | Aster reprezentuje wyjątkowość każdego uczestniczącego sportowca |         | [ 12 ]        |
| Letnie Igrzyska Paraolimpijskie 2008 | Pekin                        | Fu Niu LeLe           | wielokolorowa krowa                                                             | Wu GuanYing                                | Symbolizuje harmonijne współistnienie ludzkości i natury, reprezentuje niepełnosprawnych sportowców dążących do postępu oraz reprezentuje koncepcję „Transcendencji, równości i integracji” Igrzysk                     |         | [ 13 ]        |
| Zimowe Igrzyska Paraolimpijskie 2010 | Vancouver                    | Sumi                  | mityczny duch patron fauny północnoamerykańskiej                                | Vicki Wong i Michael Murphy (Meomi Design) | Posiada skrzydła mitycznego Ptaka Piorunów (ang. Thunderbird), nogi i głowę baribala i kapelusz z płetwami orki. Słynna postać z kanadyjskich legend.                                                                   |         | [ 14 ]        |
| Letnie Igrzyska Paraolimpijskie 2012 | Londyn                       | Mandeville            | kropla stali                                                                    | Michael Morpurgo                           | Pochodzi od nazwy szpitala Stoke Mandeville w Buckinghamshire, gdzie narodziła się idea paraolimpiady. |         | [ 15 ]        |
| Zimowe Igrzyska Paraolimpijskie 2014 | Soczi                        | Śnieżynka i Promyczek | Przebrane dzieci                                                                |                                            | Promień Światła przybył z innej planety, która była wiecznie gorąca, podczas gdy Płatek Śniegu pochodzi z planety, która była wiecznie zimna.                                                                           |         | [ 16 ]        |
| Letnie Igrzyska Paraolimpijskie 2016 | Rio de Janeiro               | Tom                   | Nieokreślone stworzenie rodem z puszczy amazońskiej z gąszczem liści na głowie. | Luciana Eguci i Paulo Muppet               | Nazwa pochodzi od Toma Jobima, brazylijskiego muzyka. |         | [ 17 ] [ 18 ] |
| Zimowe Igrzyska Paraolimpijskie 2018 | Pjongczang                   | Bandabi               | Niedźwiedź Himalajski                                                           | Mass C&G                                   | Imię Bandabi stanowi zlepek słów. Słowo bandal oznacza półksiężyc, kształt ten można zauważyć też na piersi maskotki. Bandabi ubrany jest w charakterystyczną czapkę w trzy kolorowe paski, zakończoną białym pomponem. |         | [ 19 ]        |
| Letnie Igrzyska Paraolimpijskie 2020 | Tokio                        | Someity               | Robot                                                                           | Ryo Taniguchi                              | Została nazwana od jednego z rodzajów drzewa wiśniowego, someiyoshino, choć nazwa ma też odnosić się do angielskiego wyrażenia so mighty („bardzo potężna”)                                                             |         | [ 20 ] [ 21 ] |
| Zimowe Igrzyska Paraolimpijskie 2022 | Pekin                        | Shuey Rhon Rhon       | Tradycyjna Chińska Latarnia                                                     |                                            | Jej imię oznacza: "Śnieg, Tolerancja, Ogrzać się" |         | [ 22 ] [ 23 ] |
| Letnie Igrzyska Paralimpijskie 2024  | Paryż                        | Frygijka              | Czapka frygijska                                                                | Komitet Organizacyjny Paryż 2024           | Projekt jest interpretacją francuskiego elementu dziedzictwa kulturowego, który w historii symbolizował wolność. |         | [ 24 ]        |
| Zimowe Igrzyska Paralimpijskie 2026  | Mediolan i Cortina d’Ampezzo | Milo                  | Brązowy gronostaj                                                               | Uczniowie Istituto Comprensivo w Tavernie  | Imię Milo pochodzi od nazwy miasta-gospodarza Mediolan (wł. Milano). |         | [ 25 ]        |